# Südlicher Priwall
Der Südliche Priwall ist ein Naturschutzgebiet in der schleswig-holsteinischen Stadt Lübeck.
Das rund 149 Hektar große Naturschutzgebiet ist mit der Nummer 178 in das Verzeichnis der Naturschutzgebiete des Ministeriums für Landwirtschaft, Umwelt und ländliche Räume eingetragen. Es wurde 1998 ausgewiesen (Datum der Verordnung: 19. August 1998) und ist ideeller Nachfolger der zwischen 1909 und 1914 an gleicher Stelle existierenden Seevogelfreistätte Priwall. Das Naturschutzgebiet ist nahezu vollständig Bestandteil des FFH-Gebietes „Traveförde und angrenzende Flächen“. Die Wasserflächen im Naturschutzgebiet sind Bestandteil des EU-Vogelschutzgebietes „Traveförde“. Zuständige untere Naturschutzbehörde ist die Stadt Lübeck.
Das aus zwei Teilflächen bestehende Naturschutzgebiet liegt auf der Halbinsel Priwall im Lübecker Stadtteil Travemünde. Es stellt den verbliebenen Rest eines Nehrungshakens sowie die daran angrenzenden, rund 100 Meter breiten Flachwasserzonen der Pötenitzer Wiek unter Schutz. Die westliche Teilfläche umfasst das Gebiet zwischen der Untertrave und der Schleswig-Holsteinischen Seemannsschule, die östliche Teilfläche das Gebiet zwischen der Seemannsschule und dem an der Pötenitzer Wiek liegenden Campingplatz.
Das Naturschutzgebiet wird von Feuchtwäldern, Sanddorngebüschen, Brackwasserröhrichten, Kleingewässern, Magergrasfluren und Trockenrasen sowie Resten von Salzwiesen geprägt. Die Waldflächen werden seit der Unterschutzstellung nicht mehr bewirtschaftet. Im westlichen Teil des Naturschutzgebietes befindet sich eine zentral gelegene, rund 30 Hektar große Feuchtwiese mit zahlreichen Feuchtflächen und Söllen. Die Wiese wird mit Pferden extensiv beweidet und so offengehalten. Sie ist Lebensraum für Laubfrosch und Ringelnatter. Auch verschiedene Libellen leben hier. Die offene Wiese ist Brutplatz von Rotschenkel, Kiebitz und Schafstelze. Sie wird auch als Jagdrevier von Fledermäusen genutzt.
Die vor allem im Süden des Naturschutzgebietes anzutreffenden Brackwasserröhrichte werden bei Hochwasserereignissen von der Ostsee überschwemmt. Hier siedeln u. a. Küstenengelwurz, Strandsimse und Krebsschere. Die Röhrichte sind Lebensraum seltener Nachtfalterarten. Ein rund 2,5 Hektar großer Uferbereich wird mit Heidschnucken und Pommernschafen beweidet, um den Uferbewuchs kurz zu halten und Wasservögeln den Landgang zu ermöglichen.
Das Gebiet ist von Bedeutung als Rastgebiet für durchziehende Wasser- und Watvögel sowie als Überwinterungsgebiet für Wasservögel. So sind hier u. a. Berg-, Reiher-, Schell-, Löffel-, Pfeif- und Tafelente sowie Bläss- und Waldsaatgans, Gänsesäger und Singschwan anzutreffen.
Durch das Naturschutzgebiet, das vom Landschaftspflegeverein Dummersdorfer Ufer betreut wird, verläuft ein Teil des Priwall-Wanderwegs. Das Gebiet der Kläranlage im Nordwesten des Naturschutzgebietes ist aus dem Geltungsbereich der Naturschutzverordnung ausgespart.